# GE B-B (CPEF - Baratinha e Baratona)
As locomotivas Elétrica GE B-B foram compradas pela Companhia Paulista em 1924 para a realização de manobras, sendo as únicas locomotivas elétricas de manobra adquiridas por uma grande ferrovia brasileira.

A primeira série adquirida em 1924 recebeu o apelido de Baratinha e adotou a numeração de 500 a 508. A segunda série recebida em 1947, denominada de Baratona e adotou a numeração de 510 a 517. 

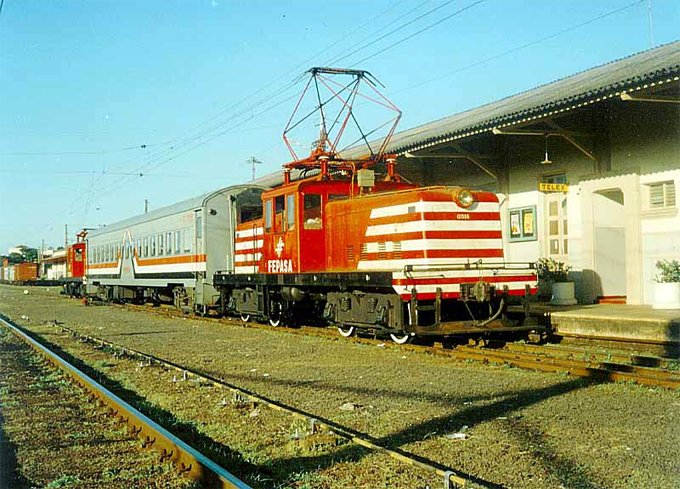
GE B-B "Baratona" em Bauru, 1988.

Elas eram mecanicamente idênticas a série anterior, apresentando a carenagem soldada, ao invés de rebitada e a cabine era maior.
Foram fabricadas pela GE, com a construção mecânica a cargo da ALCO.
Operaram na Fepasa até a sua desativação na década de 90.